# Aillevans
Aillevans est une commune française située dans le département de la Haute-Saône, en Franche-Comté, dans la région administrative Bourgogne-Franche-Comté.

## Géographie

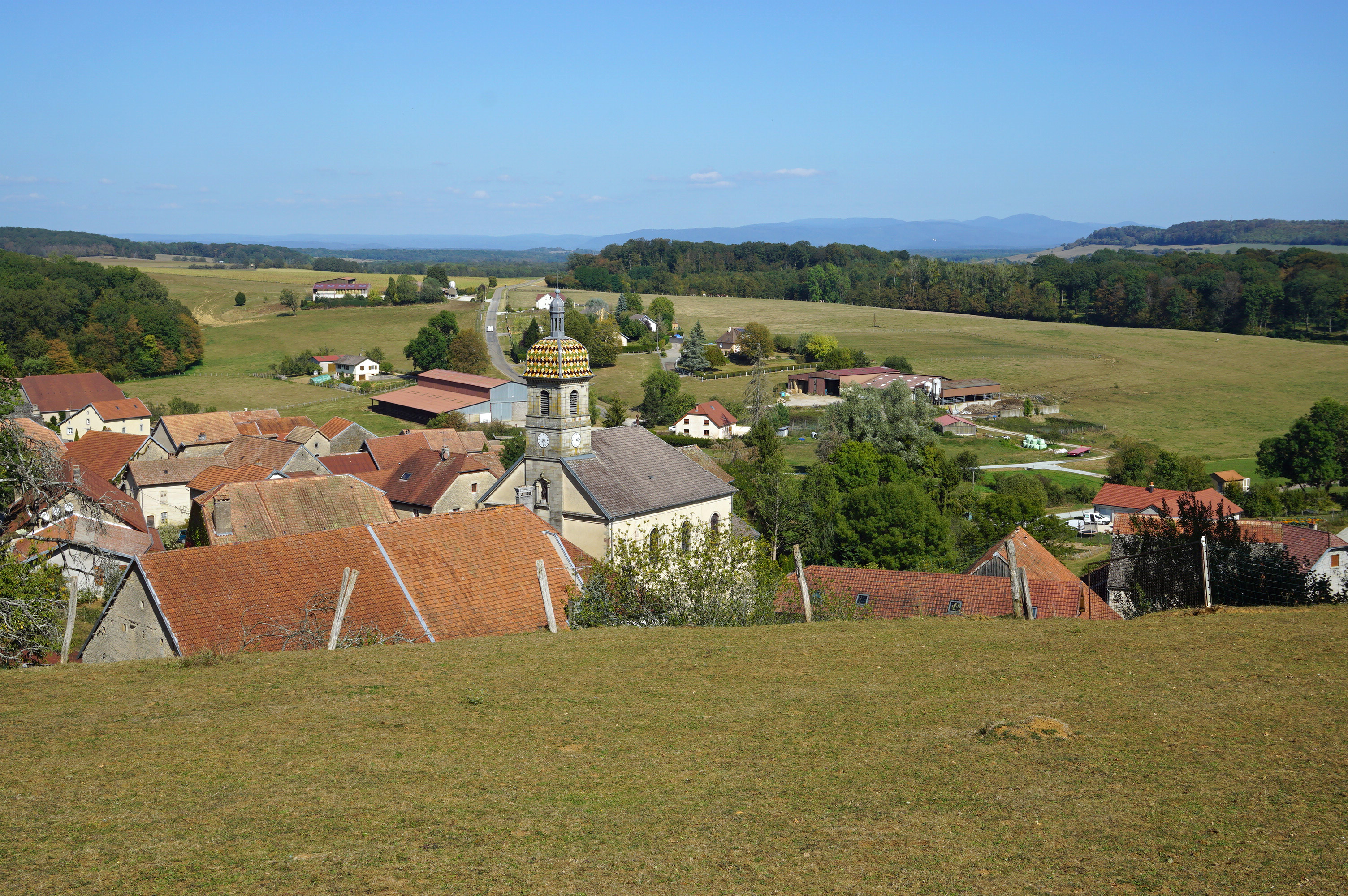
Vue générale du village et de son environnement.

### Géologie
Le territoire communal repose sur le gisement de schiste bitumineux de Haute-Saône daté du Toarcien.

### Climat
Pour des articles plus généraux, voir Climat de la Bourgogne-Franche-Comté et Climat de la Haute-Saône.
En 2010, le climat de la commune est de type climat de montagne, selon une étude du Centre national de la recherche scientifique s'appuyant sur une série de données couvrant la période 1971-2000. En 2020, Météo-France publie une typologie des climats de la France métropolitaine dans laquelle la commune est exposée à un climat semi-continental et est dans la région climatique Lorraine, plateau de Langres, Morvan, caractérisée par un hiver rude (1,5 °C), des vents modérés et des brouillards fréquents en automne et hiver.
Pour la période 1971-2000, la température annuelle moyenne est de 10,1 °C, avec une amplitude thermique annuelle de 17,4 °C. Le cumul annuel moyen de précipitations est de 1 170 mm, avec 13,9 jours de précipitations en janvier et 10,3 jours en juillet. Pour la période 1991-2020, la température moyenne annuelle observée sur la station météorologique de Météo-France la plus proche, « Villersexel Sa », sur la commune de Villersexel à 5 km à vol d'oiseau, est de 10,8 °C et le cumul annuel moyen de précipitations est de 1 037,9 mm. 
La température maximale relevée sur cette station est de 38,4 °C, atteinte le 8 août 2003 ; la température minimale est de −19,4 °C, atteinte le 20 décembre 2009,,.
Les paramètres climatiques de la commune ont été estimés pour le milieu du siècle (2041-2070) selon différents scénarios d'émission de gaz à effet de serre à partir des nouvelles projections climatiques de référence DRIAS-2020. Ils sont consultables sur un site dédié publié par Météo-France en novembre 2022.

## Urbanisme

### Typologie
Au 1er janvier 2024, Aillevans est catégorisée commune rurale à habitat dispersé, selon la nouvelle grille communale de densité à sept niveaux définie par l'Insee en 2022.
Elle est située hors unité urbaine et hors attraction des villes,.

### Occupation des sols
L'occupation des sols de la commune, telle qu'elle ressort de la base de données européenne d’occupation biophysique des sols Corine Land Cover (CLC), est marquée par l'importance des territoires agricoles (68 % en 2018), une proportion sensiblement équivalente à celle de 1990 (68,2 %). La répartition détaillée en 2018 est la suivante :
zones agricoles hétérogènes (29,3 %), forêts (26,6 %), prairies (20,9 %), terres arables (17,9 %), zones urbanisées (5,4 %). L'évolution de l’occupation des sols de la commune et de ses infrastructures peut être observée sur les différentes représentations cartographiques du territoire : la carte de Cassini (XVIIIe siècle), la carte d'état-major (1820-1866) et les cartes ou photos aériennes de l'IGN pour la période actuelle (1950 à aujourd'hui).

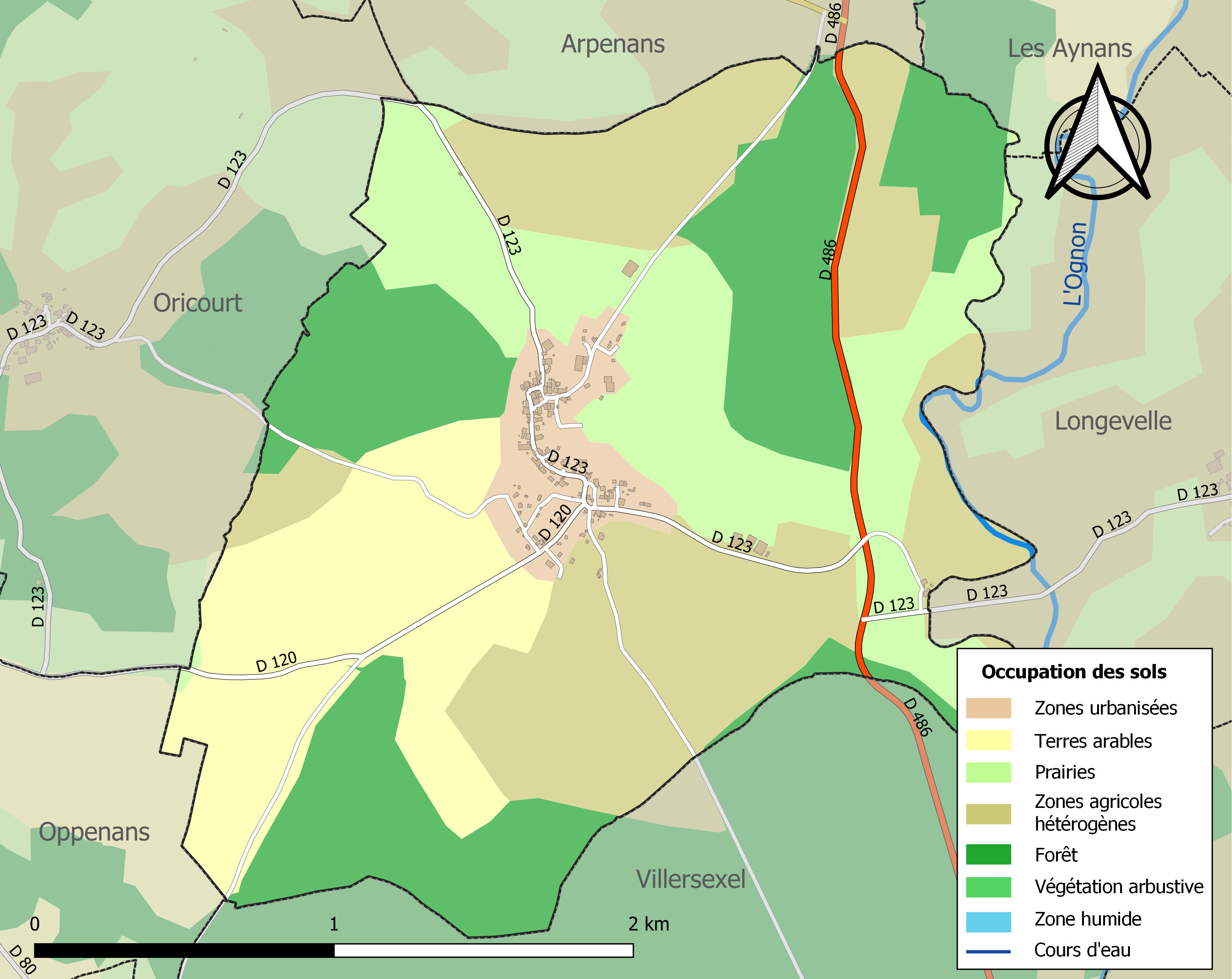
Carte des infrastructures et de l'occupation des sols de la commune en 2018 (CLC).

## Histoire
La première mention d'Aillevans date du XIVe siècle, sous Philippe II d’Espagne.
Aillevans absorbe en 1807 la commune Oricourt, qui retrouve son autonomie en 1819.

## Politique et administration

Carte départementale représentant en rouge la communauté de communes du Pays de Villersexel.

### Rattachements administratifs et électoraux
La commune fait partie de l'arrondissement de Vesoul du département de la Haute-Saône, en région Bourgogne-Franche-Comté. Pour l'élection des députés, elle dépend de la deuxième circonscription de la Haute-Saône.
Elle fait partie depuis 1793 du canton de Villersexel. Dans le cadre du redécoupage cantonal de 2014 en France, le canton s'est agrandi, passant de 32 à 47.

### Intercommunalité
La commune s'est associée avec d'autres dès 1965 dans le cadre d'un syndicat intercommunal à vocation multiple (SIVOM), prédécesseur de l'actuelle communauté de communes du Pays de Villersexel, dont elle demeure membre.

### Liste des maires

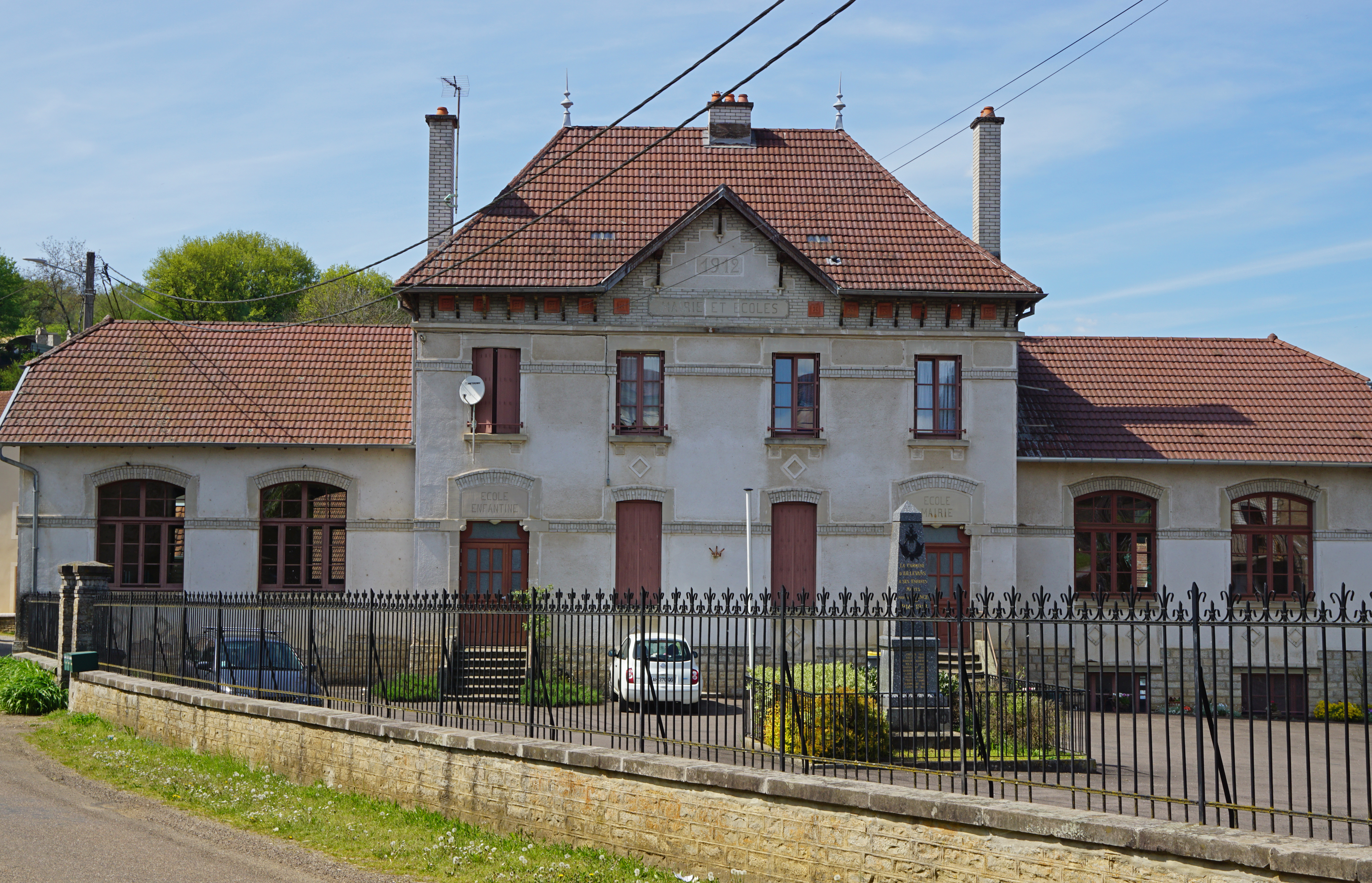
La mairie-école.

| Période                                  | Période                     | Identité           | Étiquette | Qualité                                 |
| ---------------------------------------- | --------------------------- | ------------------ | --------- | --------------------------------------- |
| Les données manquantes sont à compléter. |                             |                    |           |                                         |
| mars 1989                                | mars 2008                   | Claude Guey        |           |                                         |
| mars 2008                                | En cours (au 30 avril 2014) | Robert Badalamenti | DVD       | Retraité Réélu pour le mandat 2014-2020 |

## Démographie
L'évolution du nombre d'habitants est connue à travers les recensements de la population effectués dans la commune depuis 1793. Pour les communes de moins de 10 000 habitants, une enquête de recensement portant sur toute la population est réalisée tous les cinq ans, les populations de référence des années intermédiaires étant quant à elles estimées par interpolation ou extrapolation. Pour la commune, le premier recensement exhaustif entrant dans le cadre du nouveau dispositif a été réalisé en 2004.

En 2022, la commune comptait 126 habitants, en évolution de −18,18 % par rapport à 2016 (Haute-Saône : −1,4 %, France hors Mayotte : +2,11 %).
| 1793 | 1800 | 1806 | 1821 | 1831 | 1836 | 1841 | 1846 | 1851 |
| ---- | ---- | ---- | ---- | ---- | ---- | ---- | ---- | ---- |
| 290  | 302  | 328  | 306  | 400  | 402  | 417  | 400  | 410  |

| 1856 | 1861 | 1866 | 1872 | 1876 | 1881 | 1886 | 1891 | 1896 |
| ---- | ---- | ---- | ---- | ---- | ---- | ---- | ---- | ---- |
| 360  | 360  | 370  | 363  | 350  | 359  | 341  | 328  | 308  |

| 1901 | 1906 | 1911 | 1921 | 1926 | 1931 | 1936 | 1946 | 1954 |
| ---- | ---- | ---- | ---- | ---- | ---- | ---- | ---- | ---- |
| 290  | 293  | 307  | 287  | 273  | 251  | 253  | 243  | 204  |

| 1962 | 1968 | 1975 | 1982 | 1990 | 1999 | 2004 | 2006 | 2009 |
| ---- | ---- | ---- | ---- | ---- | ---- | ---- | ---- | ---- |
| 211  | 166  | 144  | 162  | 140  | 122  | 133  | 135  | 145  |

| 2014 | 2019 | 2022 | - | - | - | - | - | - |
| ---- | ---- | ---- | - | - | - | - | - | - |
| 149  | 134  | 126  | - | - | - | - | - | - |

## Culture locale et patrimoine

### Lieux et monuments
Trois monuments mégalithiques, dont l'un a fait l'objet d'une étude approfondie en 1973, ont été identifiés dans le bois du Blusseret. Le dolmen fouillé, composé d'un vestibule et d'un coffre en pierre, était recouvert d'un tumulus. Un dallage a été construit par la suite à l'arrière de l'ossuaire. Cette sépulture collective, datant du Néolithique a été utilisée tout au long du troisième millénaire avant notre ère. Le site, protégé par une construction, est classé monument historique.

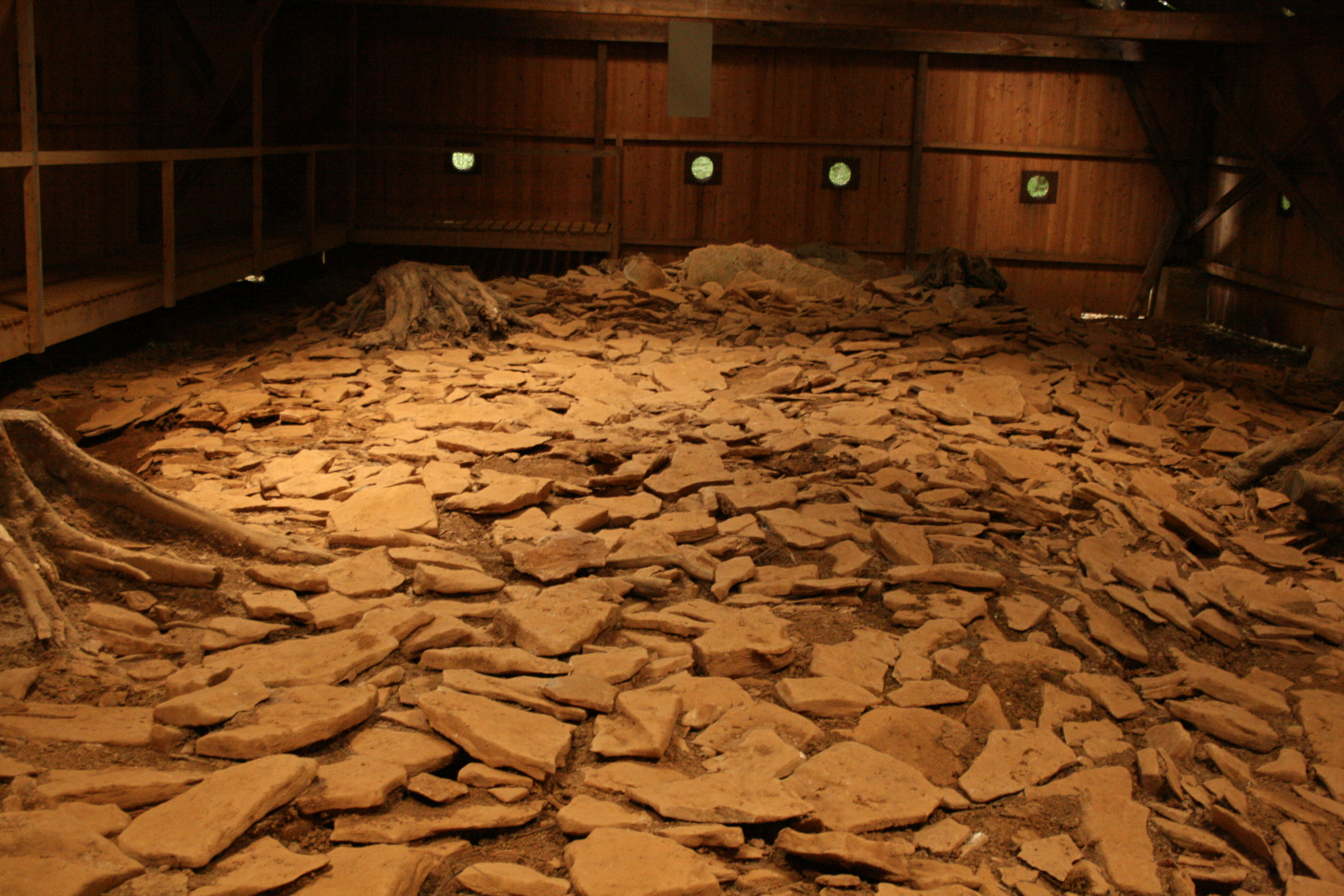
Vue ouest : le dallage ou podium.
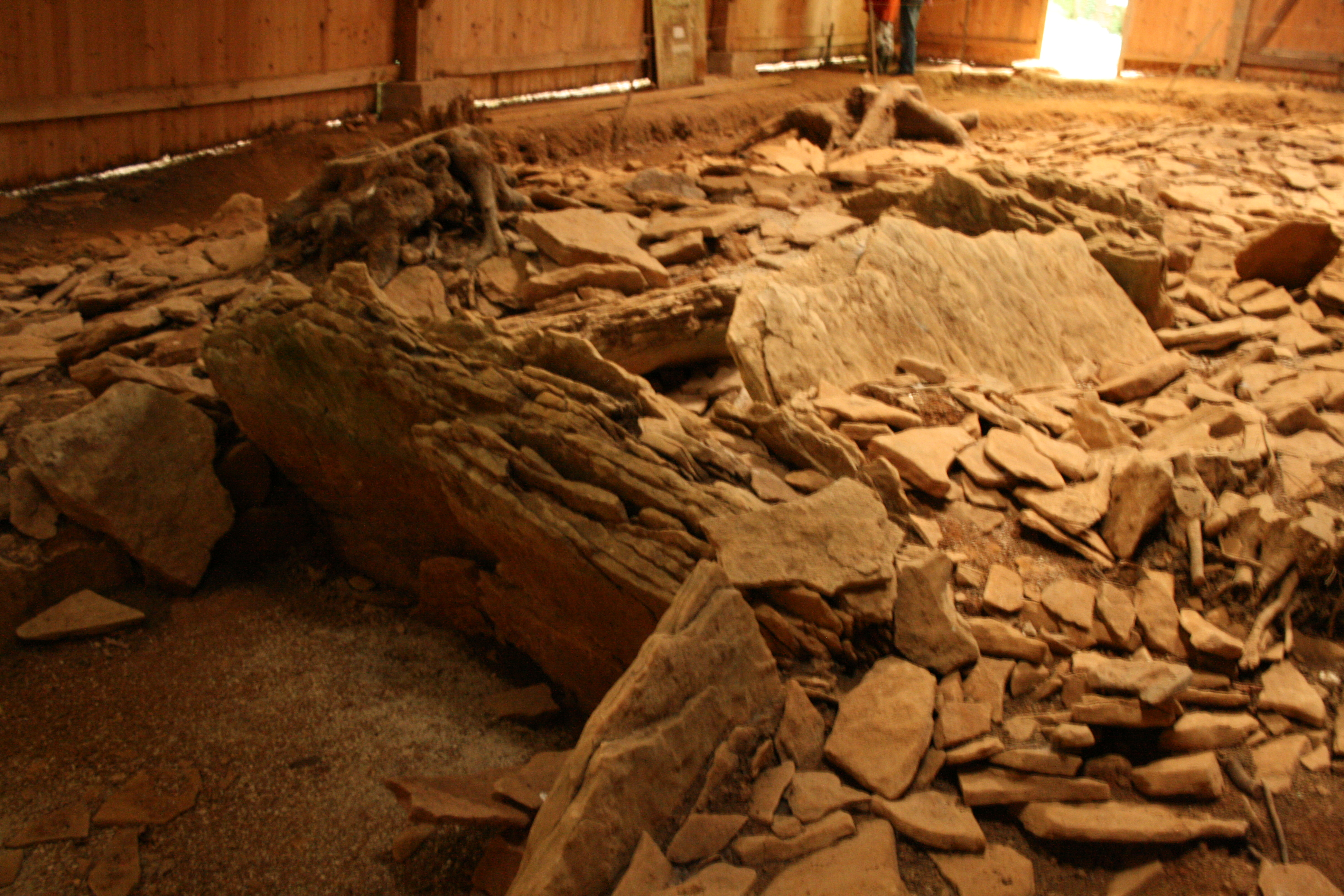
Vue est (le vestibule et le coffre de pierres) du dolmen d'Aillevans.

Église Saint-Nazaire, édifiée au XVIIIe siècle après la guerre de Dix Ans, à clocher comtois couvert de tuiles vernissées surmontées d’un petit lanternon lanternon. Une ferme inscrite au titre des monuments historiques en 1995

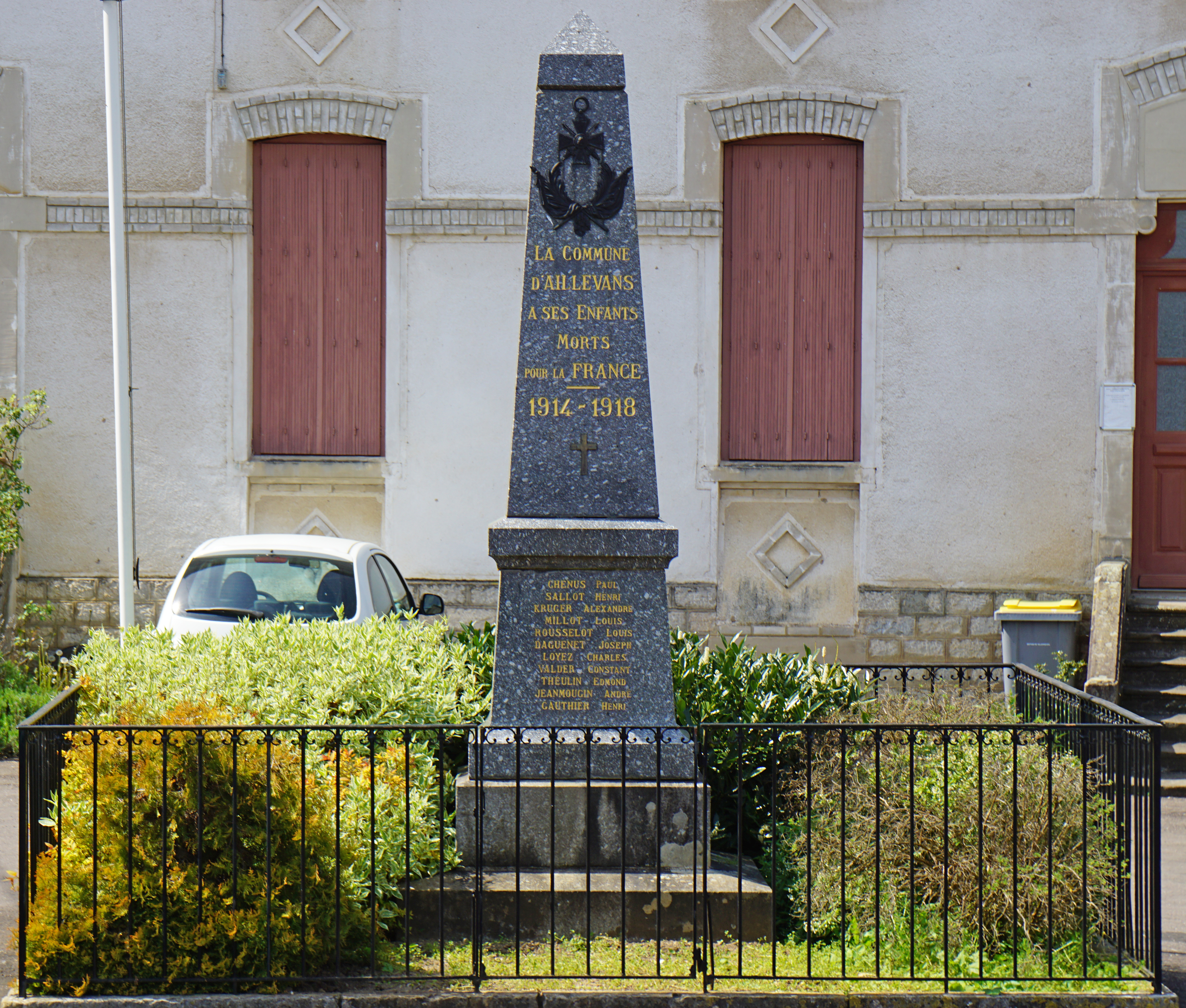
Monument aux morts.
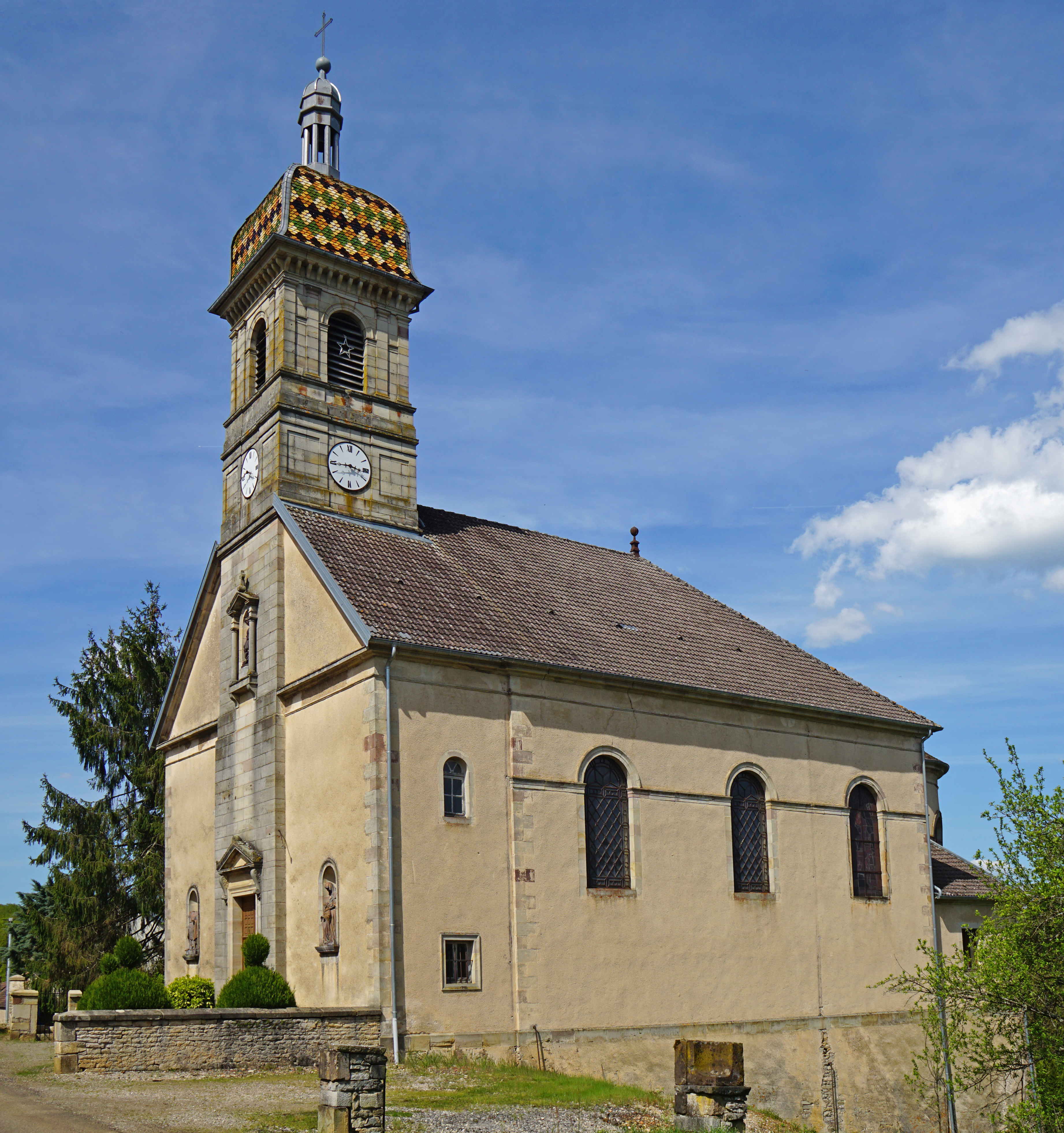
L'église.
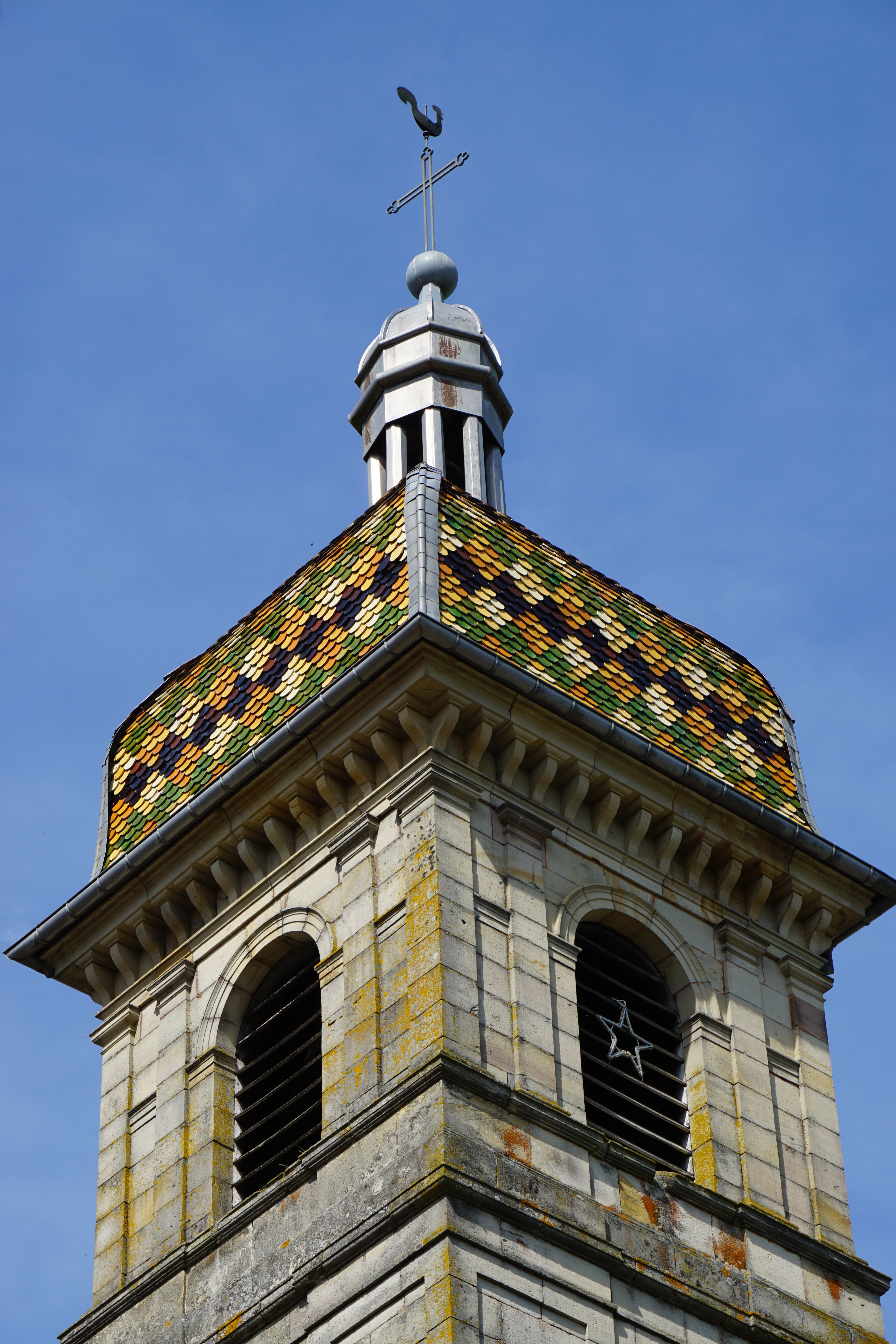
Clocher.
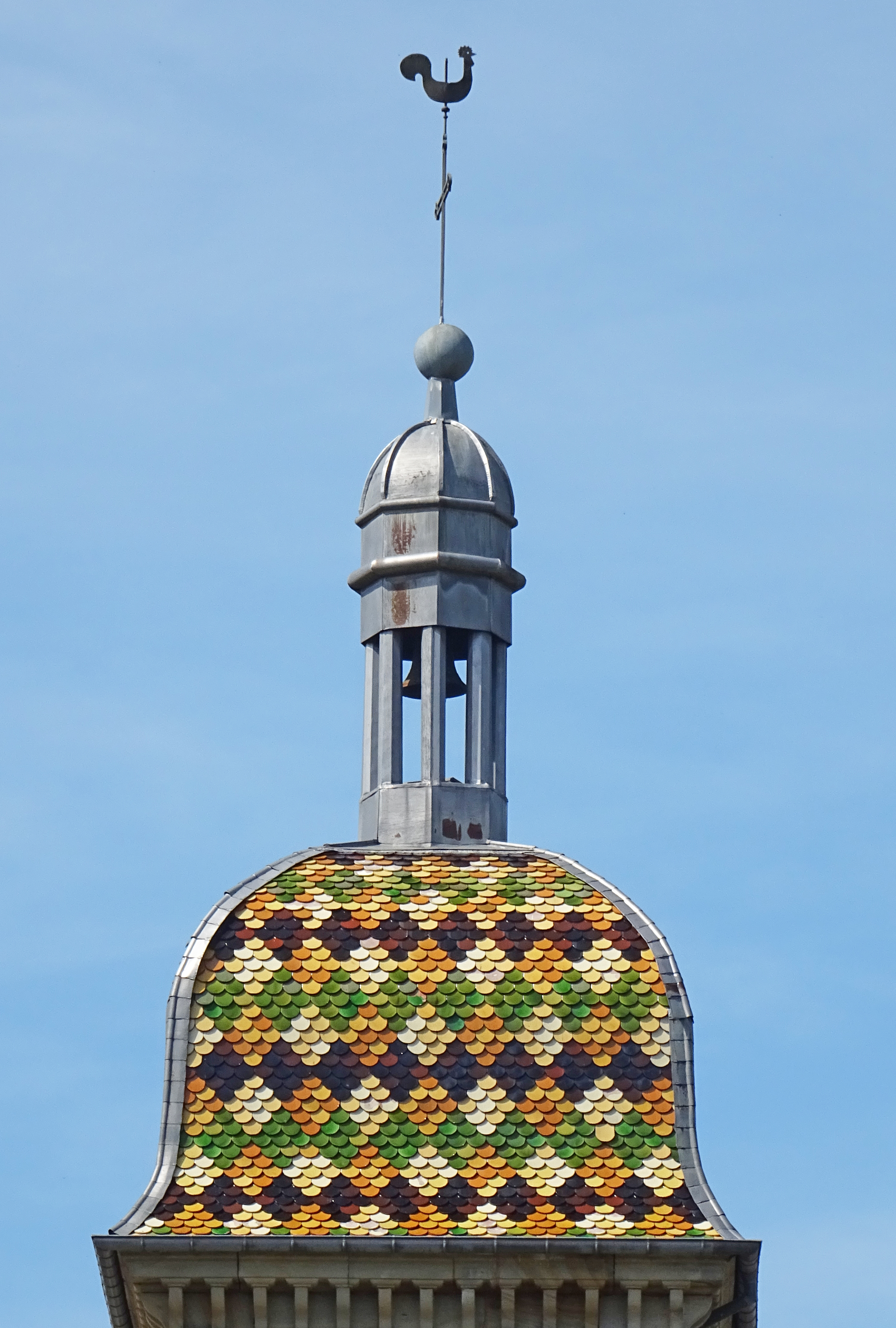
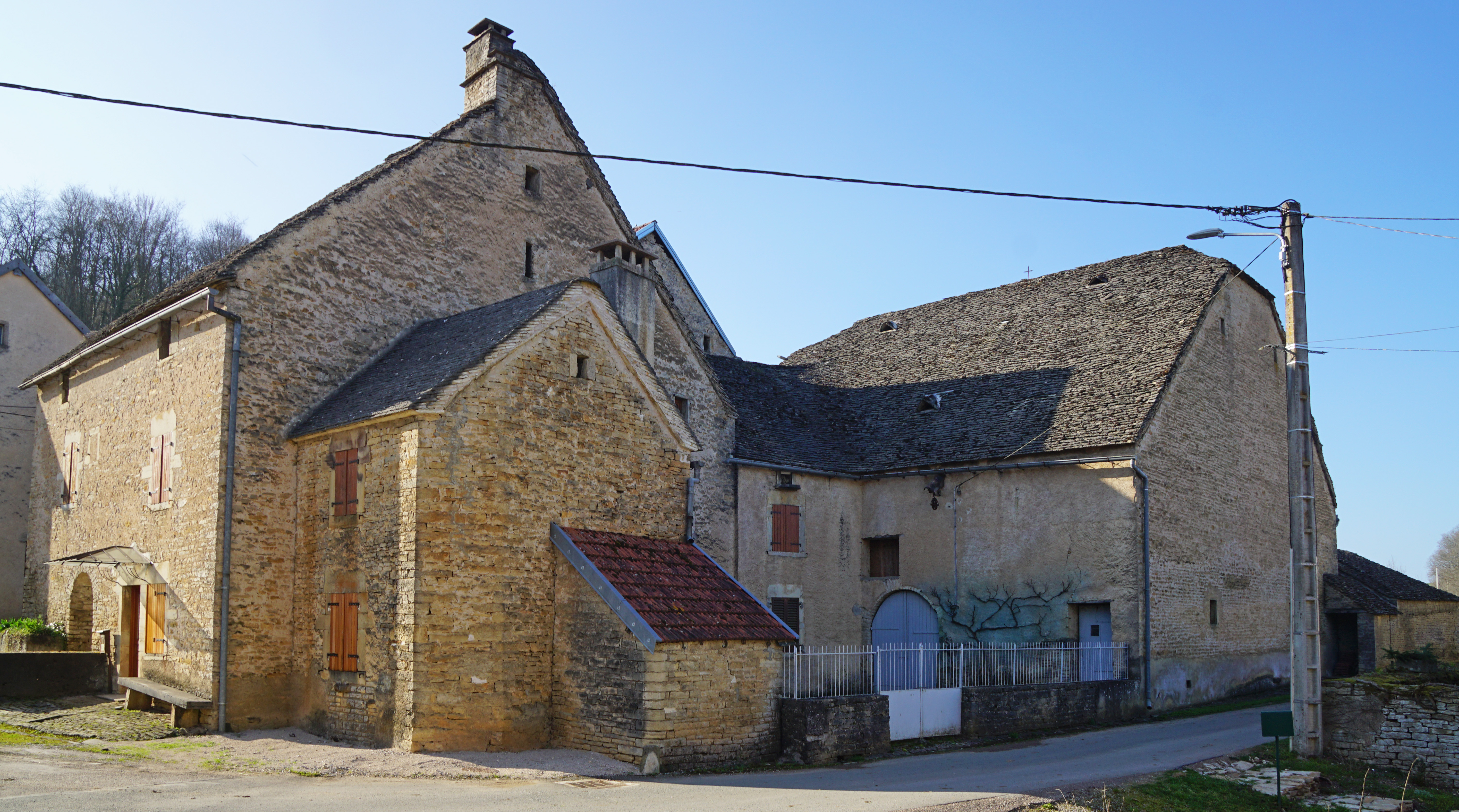
La ferme inscrite MH.
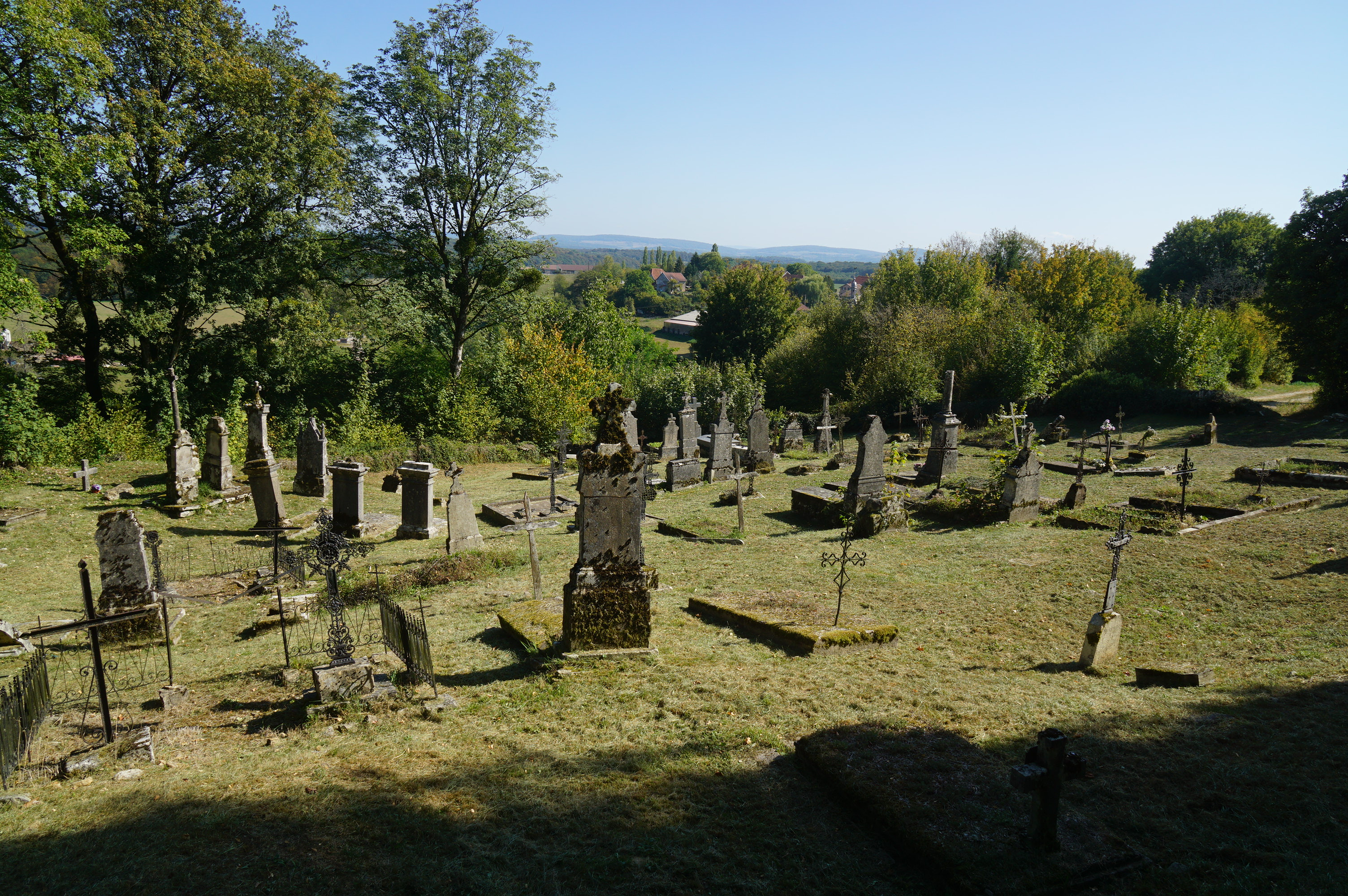
Le vieux cimetière.

### Héraldique
| Blason de Aillevans | Blason  | Tiercé en pairle: au 1er d'or à la croisette ancrée de gueules, au 2e de sinople à deux silex taillés d'or rangés en bande, au 3e d'azur à deux fleurs de lis d'or rangées en barre. |
| Blason de Aillevans | Détails | Le statut officiel du blason reste à déterminer. |